# Politikens filmjournal 110
|  | Denne artikel er oprettet af botten Steenthbot ud fra en ekstern database. Den kan derfor have sproglige fejl eller mangler. Denne skabelon kan fjernes efter kontrol af indholdet. |

Politikens filmjournal 110 er en dansk dokumentarisk optagelse fra 1951.

## Handling
1) Holland: Dronning Juliane åbner parlamentet.
2) Canada: Atlantpagt-konferencen i Ottawa. Finansminister Thorkild Kristensen og udenrigsminister Ole Bjørn Kraft deltager fra Danmark. På vej til Washington gør de stop i New York og besøger FN's hovedkvarter. Generalsekretær Trygve Lie tager imod.
3) International andelskongres i Odd Fellow Palæet, 500 repræsentanter fra 23 lande deltager. Fiskeriminister Knud Rée byder velkommen.
4) England: Togulykke mellem Liverpool og London kræver 12 dødsofre og mere end 50 sårede.
5) 46 norske studentersangere på besøg i København.
6) Gorm Skifter har tilbagelagt et 3000 km langt ride fra Nordkap til København på Musti. Han ankommer til Zoologisk Have i regnvejr.
7) Den engelske forfatter John B. Priestly aflægger besøg i København i forbindelse med premieren på hans film Den sidste ferie (The Last Holiday) den 22/9.
8) Universitetskaproning mellem København og Århus finder sted i Københavns Havn og distancen er 2000 meter for 8'er-båd. Københavnerne vinder med en bådlængde og får overrakt sejrstrofæet af Politikens chefredaktør Niels Hasager.
9) Krigen i Korea: Undersøgelse af påstand om FN-træfning af neutralitetszone. FN afviser beskyldningerne. Bombninger af landområder.